# ابراهیم بن شیبان کرمانشاهی
ابراهیم‌بن‌شَیبان کرمانشاهی یا ابواسحاق ابراهیم‌بن‌شَیبان قرمیسینی (؟ - ۳۰۷ قمری)، از صوفیان ایرانی اهل تسنن سدهٔ چهارم هجری قمری بود. او را با القابی چون شیخ‌الجبل و شیخ‌الصوفیه نیز می‌شناخته‌اند. در مورد زندگی او چیزی جز نوشتارهای پراکنده در دست نیست اما درگذشت او را بین سال‌های ۳۳۰ تا ۳۴۸ هجری قمری دانسته‌اند. عطار نیشابوری و برخی از منابع دیگر، درگذشت او را به سال ۳۳۷ هجری قمری ذکر کرده‌اند.

## زندگی
عبدالرحمن جامی در کتاب نفحات‌الانس، او را از طبقهٔ رابعهٔ صوفیان دانسته و کنیت او را ابواسحاق ذکر کرده‌است و گفته که از یاران ابوعلی قومسانی، ابوعبدالله مغربی و ابراهیم خوّاص بوده و وی را صاحب مقاماتی در ورع و تقوا دانسته‌است. به لحاظ طریقت و سلوک فکری و عملی، پیروِ سلسله‌های کمیلیه، طیفوریه و سلسلهٔ حسن بصری بوده‌است. سمعانی از شیبانی با عنوان «شیخ الجبال علی الأطلاق فی وقته» یاد کرده‌است.
او سفرهای بسیاری به کشورهای اسلامی داشته و سال‌های بسیاری را در عراق، مکه، حجاز، شام، شمال آفریقا و مصر گذراند.
ابوالقاسم نصرآبادی و ابوزید مرغزی (مروزی) از معروفترین شاگردان و مریدان ابراهیم‌بن‌شیبان کرمانشاهی بوده‌اند.
ابراهیم شیبانی در قرمیسین (کرمانشاه) درگذشته و بر اساس منابع موجود در همانجا نیز به خاک سپرده شده‌است.

## در تذکره‌الاولیاء
عطار نیشابوری در تذکره‌الاولیاء فصلی را تحت عنوان «ذکر شیخ شیخ ابراهیم شیبانی رحمه‌الله علیه» به او اختصاص داده‌است که اینگونه آغاز می‌شود:
«آن سلطان اهل تصوف، آن برهان بی تکلف، آن امام زمانه، آن همام یگانه، آن خلیل ملکوت روحانی، آن قطب وقت، شیخ ابراهیم شیبانی، رحمه‌الله علیه رحمةً واسعةً....»